# Marco Mele
Marco Mele (Carbonara di Nola, XVI secolo – Carbonara di Nola, XVII secolo) è stato un pittore italiano.

## Biografia
Uomo colto e artista versatile, Mele fu autore di quadri di soggetto religioso nonché abile ritrattista. Amico e collaboratore del noto pittore napoletano Fabrizio Santafede, egli fu tenuto in gran conto anche da un altro famoso maestro, Girolamo Imparato, alla cui morte fu incaricato di completare alcune opere da questi lasciate incompiute. Ebbe il favore dei nobili napoletani, che spesso guidò nell'acquisto di quadri di valore.
Mele ha realizzato l’Annunciazione della chiesa dell'Annunziata di Carbonara, nella quale la compostezza delle figure è impreziosita dai particolari di gusto fiammingo. Più aderente all'ideologia della Controriforma è la tavola della Madonna delle Grazie, dipinta per la chiesa del SS. Rosario e Corpo di Cristo di Palma Campania, firmata e datata 1593 (si tratta dell'opera trafugata nel 1999 e ritrovata nel 2007 in una bottega antiquaria in Toscana). Altre opere attribuite a Marco Mele sono le tavole dipinte per la chiesa di Santa Maria della Libera e Santa Maria la Nova a Napoli, e la tavola oggi contenuta nella chiesa dell'Annunziata di Minturno.
Di Marco Mele va ricordato l'inedito taccuino custodito dai discendenti carbonaresi della sua famiglia. Si tratta di un documento unico, ricco di appunti e disegni, a conferma del legame di Marco Mele con Carbonara.